# Proxène de Thèbes
Ne doit pas être confondu avec Proxène.
Proxène de Thèbes (en grec ancien Πρόξενος) est un général grec de Cyrus, ami de Xénophon.

## Notice biographique
Originaire de Thèbes en Béotie, Proxène devint l’élève de Gorgias,. Il promit à son ami Xénophon des efforts afin que le Perse Cyrus et lui soient en bons termes. Xénophon et Proxène se rejoignirent à Sardes, où tous deux servirent comme officiers. Tous deux trompés sur le but réel de la campagne, ils menèrent non pas une marche perse contre l’Asie, mais une guerre de pouvoir entre Cyrus et son frère Artaxerxès II. À la bataille de Counaxa, les Grecs repoussèrent les troupes perses mais Cyrus fut tué. Tandis que Cléarque prenait la tête de la retraite des Dix-Mille vers le nord, des contacts furent noués avec le satrape Tissapherne, et Cléarque tomba naïvement dans un piège. Il fut décapité avec de nombreux officiers de son état-major, dont Proxène.